# جوشوا اريك دودغ
جوشوا اريك دودغ هو محامي وقاضي وسياسي أمريكي، ولد في 25 أكتوبر 1854، وتوفي في 2 مايو 1921. انتخب عضو جمعية ولاية ويسكونسن ‏.